# Sheila Florance
Sheila Mary Florance (ur. 24 lipca 1916 w St. Kilda, zm. 12 października 1991 w Melbourne) – australijska aktorka filmowa, teatralna i telewizyjna. Najbardziej znana z roli Lizzie Birdsworth w serialu Więźniarki.

## Wybrana filmografia
- 1959: Emergency - Petula Rogers
- 1961: Consider Your Verdict - Jocelyn Matthews/Laura Radford
- 1976: The Devil's Playground - Pani Sullivan
- 1979: Mad Max - May Swaisey
- 1979: Więźniarki - Lizzie Birdsworth
- 1986: Kaktus - Martha
- 1991: Opowieść o kobiecie - Martha

## Życie prywatne
Swoją karierę rozpoczęła około 1932 roku. W latach 1934-1948 mieszkała w Anglii, gdzie poślubiła w 1934 Rogera Lightfoota Oyston z którym miała trójkę dzieci Susan, Petera i Philipa. W 1947 poślubiła  Jana "Johna" Balawaidera z którym była do jego śmierci w 1983, to małżeństwo było bezdzietne. 9 dni przed swoją śmiercią na raka 12 października 1991 otrzymała  nagrodę AACTA dla najlepszej aktorki za film Opowieść o kobiecie.

## Nominacje
- 1991: Nagroda AACTA dla najlepszej aktorki za film "Opowieść o kobiecie".